# Akwid

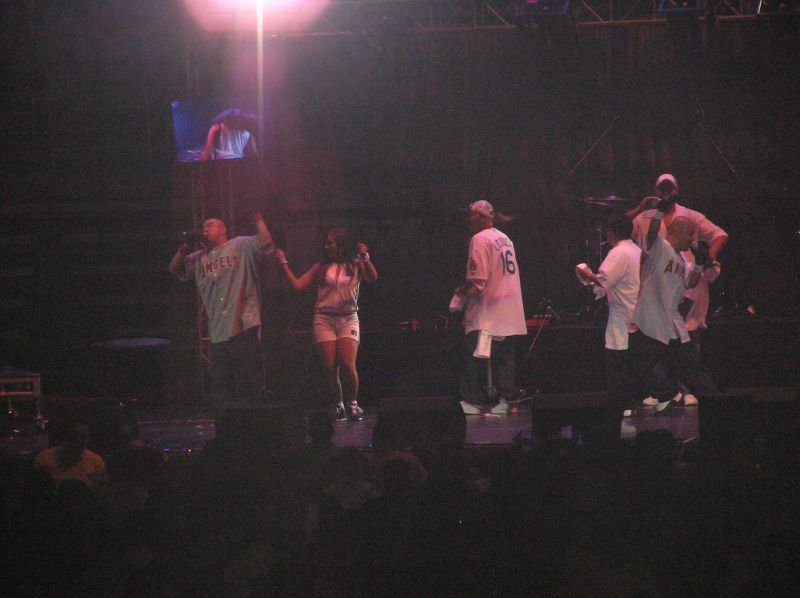
Akwid i Los Angeles.

Akwid är en mexikansk-amerikansk musikgrupp bildad 1995 i Los Angeles och bestående av de två bröderna Francisco och Sergio Gómez, ursprungligen från Michoacán i Mexiko. Akwid kombinerar spansk hiphop med regional mexikansk musik.

## Diskografi
- 2001 – The Akwid Project (2-K Sounds)
- 2002 – 2002 A.D. (2-K Sounds)
- 2003 – Proyecto Akwid (Univision)
- 2004 – Hoy, Ayer, and Forever (Aries Records)
- 2004 – KOMP 104.9 Radio Compa (Univision)
- 2004 – The Crossover (2-K Sounds)
- 2004 – Siempre (Banyan Entertainment)
- 2005 – Kickin' It... Juntos (med Jae-P, Univision)
- 2005 – Los Aguacates De Jiquilpan (Univision)
- 2006 – E.S.L. (Univision)
- 2006 – Japan (Univision)
- 2008 – La Novela (Univision)